# Distretto di Yangiariq
Il distretto di Yangiariq è uno dei 10 distretti della Regione di Xorazm, in Uzbekistan. Il capoluogo è Yangiariq.